# Wellhausen TG
| TG ist das Kürzel für den Kanton Thurgau in der Schweiz. Es wird verwendet, um Verwechslungen mit anderen Einträgen des Namens Wellhausen zu vermeiden. |

Wellhausen [vɛlˈhauzən] (im einheimischen Dialekt: [ʋelːˈhuːʑə]) ist ein Ortsteil der politischen Gemeinde Felben-Wellhausen im Schweizer Kanton Thurgau. Bis 1983 bildete es eine eigene Ortsgemeinde innerhalb der damaligen Munizipalgemeinde Felben.
Wellhausen liegt auf einem Schwemmkegel am Fuss des Wellenbergs.

## Geschichte

Schloss Wellenberg im Jahre 1740

Die ältesten Belege für den Namen des Dorfes finden sich in Urkunden von 1314 (Welhuss) und 1321 (Wellehusen). Es handelt sich hierbei um eine Zusammensetzung aus dem althochdeutschen Personennamen Wëllo und dem lokativisch gebrauchten Dativ des Wortes hūs ‚Haus‘. Als Grundform ist *(ze) wellinhūsun ‚bei den Häusern des Wëllo‘ anzusetzen. Schon 1205 ist der Name der Burg Wellenberg oberhalb des Dorfes belegt.
Vom Spätmittelalter bis 1798 war Wellhausen ein Niedergericht der Herrschaft Wellenberg.
1815 ging die Liegenschaft Wellenberg an Joachim Leonz Eder über, der die Zeit der Regeneration im Thurgau an der Seite Thomas Bornhausers entscheidend mitgeprägt hat.
1872 wurde der Hof Wellenberg von der Ortsgemeinde Thundorf abgetrennt und der Ortsgemeinde Wellhausen zugeteilt.
Kirchlich teilte Wellenberg das Schicksal von Felben.
| Jahr      | 1850 | 1900 | 1950 | 1980 |
| Einwohner | 279  | 292  | 354  | 636  |

Der Wald am Wellenberg wurde bis zum Austritt Wellhausens aus der Waldgenossenschaft 1758 gemeinsam mit Mettendorf, Hüttlingen und Eschikofen genutzt. Das um 1565 erstellte und 1842 zerstörte Schützenhaus mit einem Glasscheibenzyklus von 1680 sowie das Gerichts- und Gemeindehaus aus dem 18. Jahrhundert zeugen vom früheren Wohlstand der Gemeinde. Neben Waldwirtschaft und Viehhaltung ist auch Kornbau in drei Zelgen belegt. Das Schlossgut Wellenberg gehört seit 1873 zu Wellhausen. Bis um 1960 dominierte die Landwirtschaft. Seither entstanden zahlreiche Wohnbauten.

## Wappen

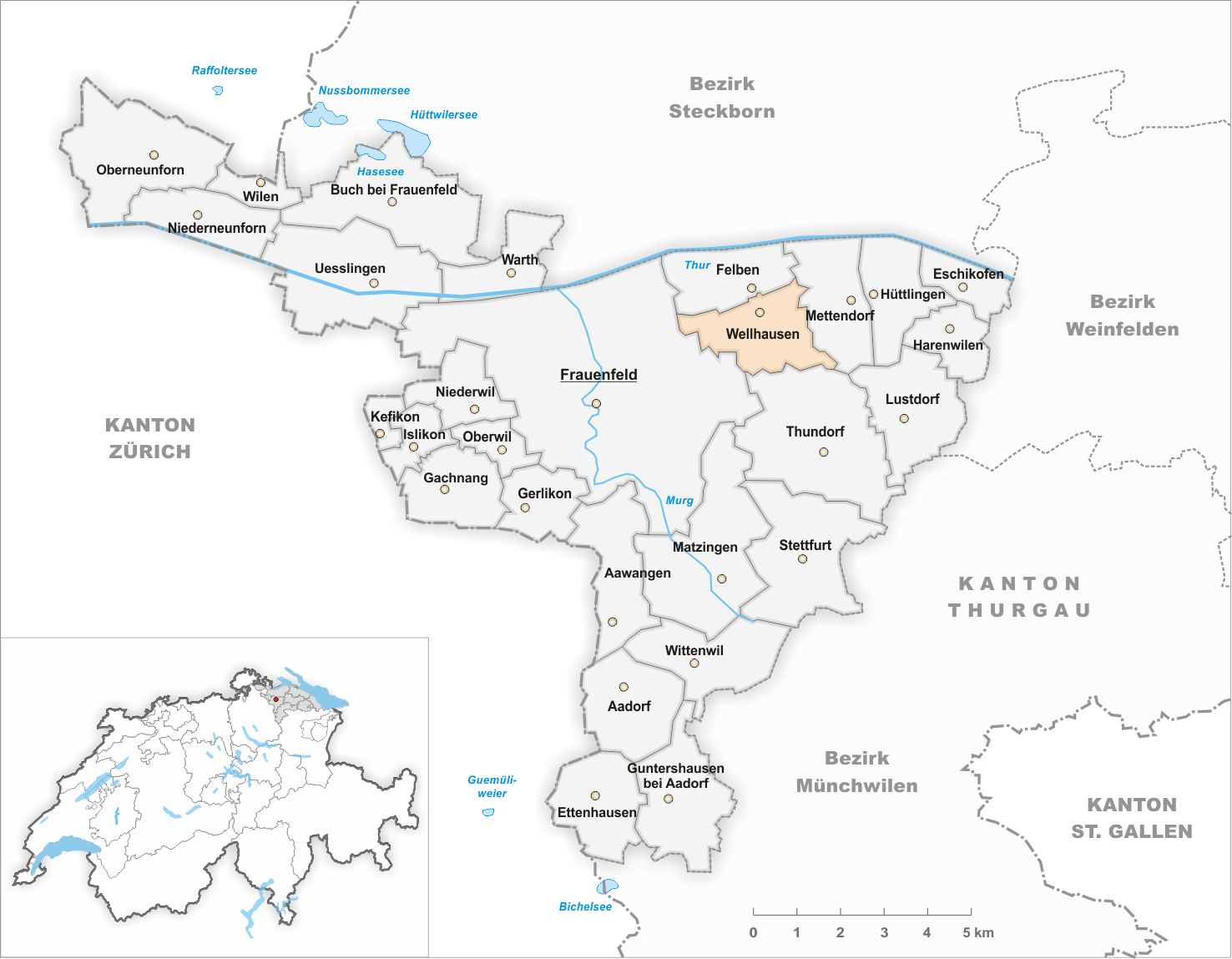
Gemeindestand vor der Fusion im Jahr 1983

Blasonierung: In Gelb mit gefugter schwarzer Burg mit offenem Tor und zwei gezinnten Türmen.
Die Burg verweist auf die ehemalige Zugehörigkeit von Wellhausen zum Schloss Wellenberg, die Farben auf das Wappen der Herren von Wellenberg.

## Wirtschaft
Grösster industrieller Arbeitgeber ist die 1972 gegründete Verzinkerei Wellhausen, die 1998 von der Galvaswiss AG übernommen wurde.

## Sehenswürdigkeiten
Das Schloss Wellenberg (Frauenfeld) ist in der Liste der Kulturgüter in Felben-Wellhausen aufgeführt.

## Bilder

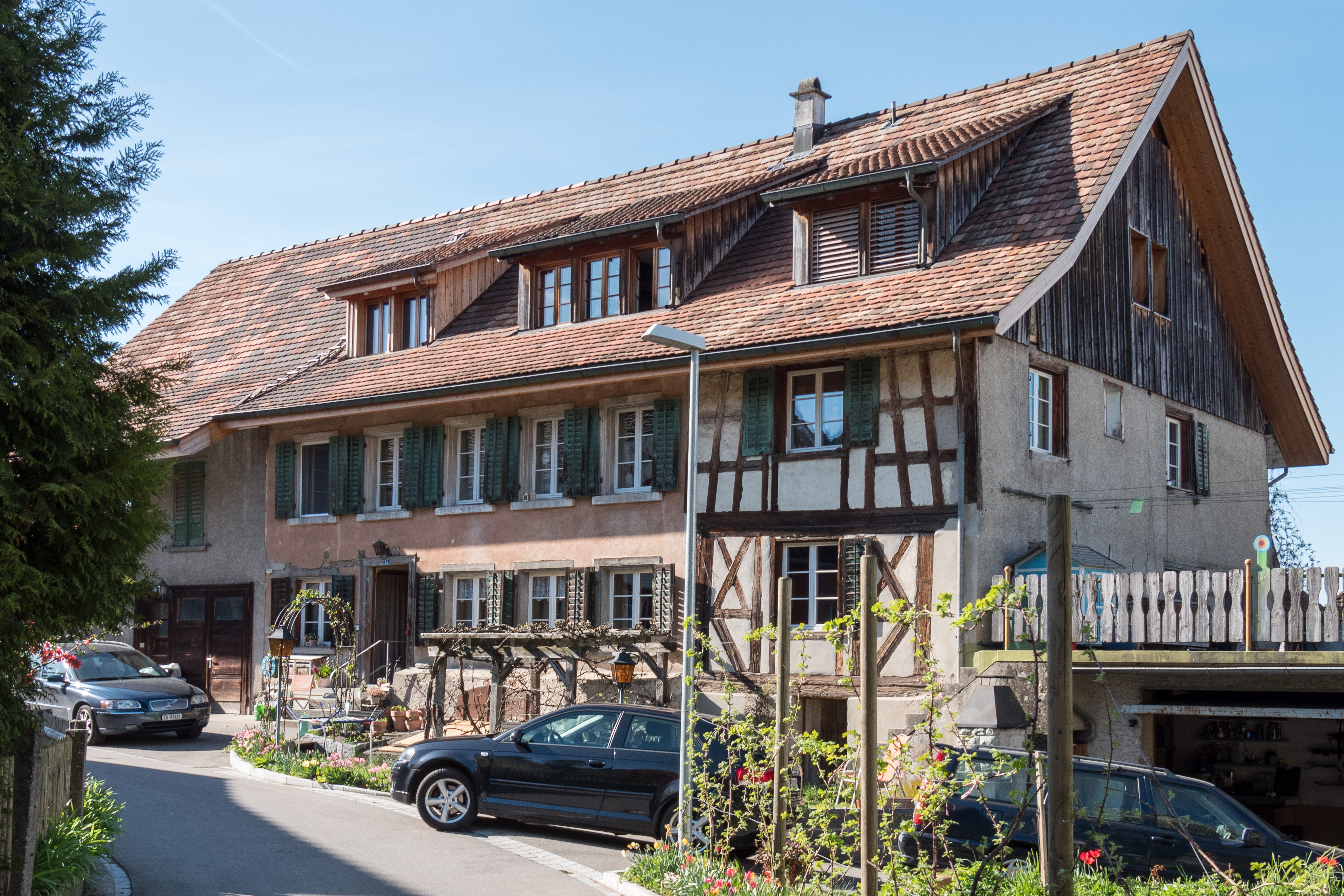
Ehemaliger Streckhof in der Spychergasse 3
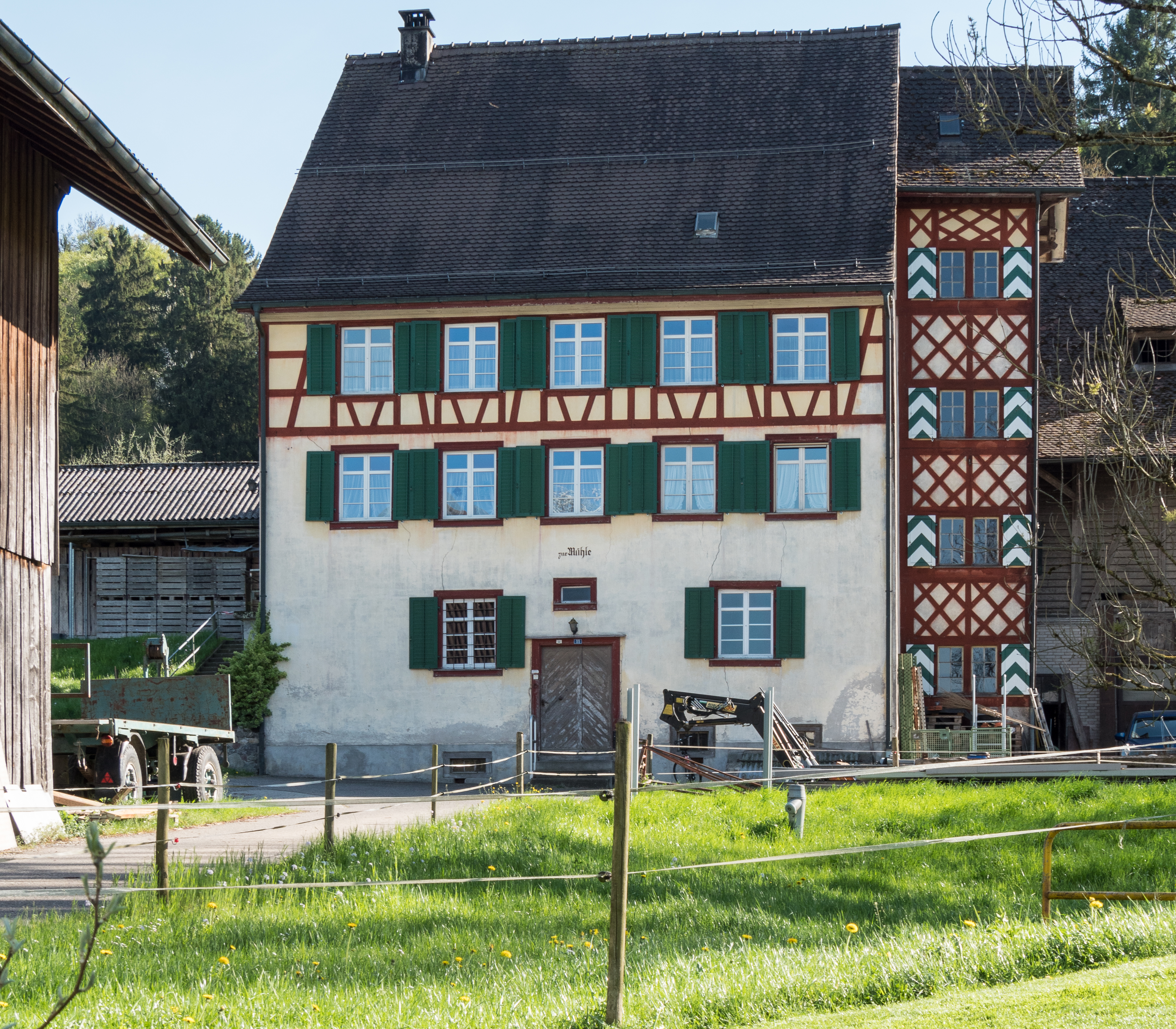
Haus «Zur Mühle»
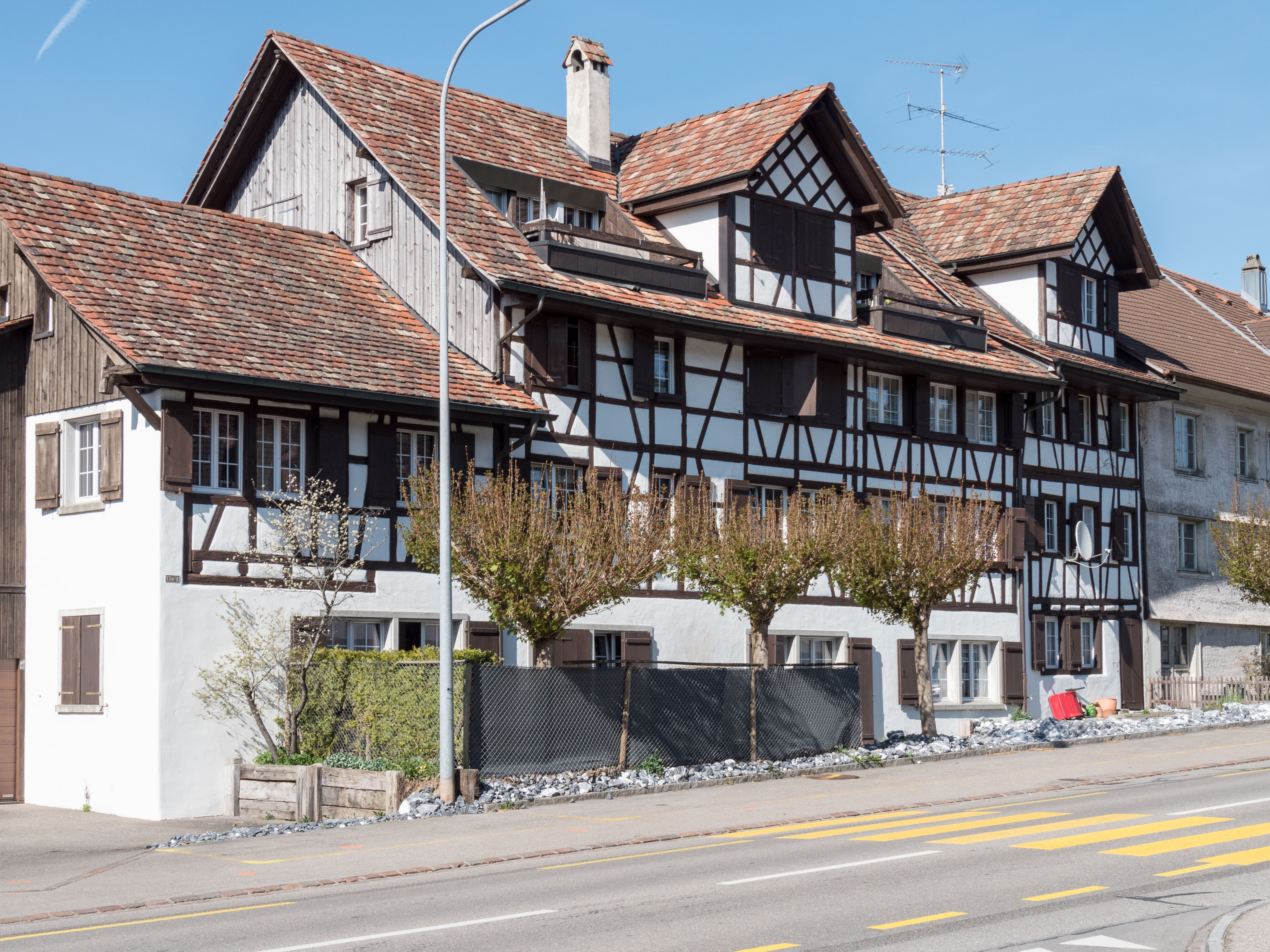
Riegelhäuser an der Weinfelderstrasse
Wellhausen im Jahr 1924
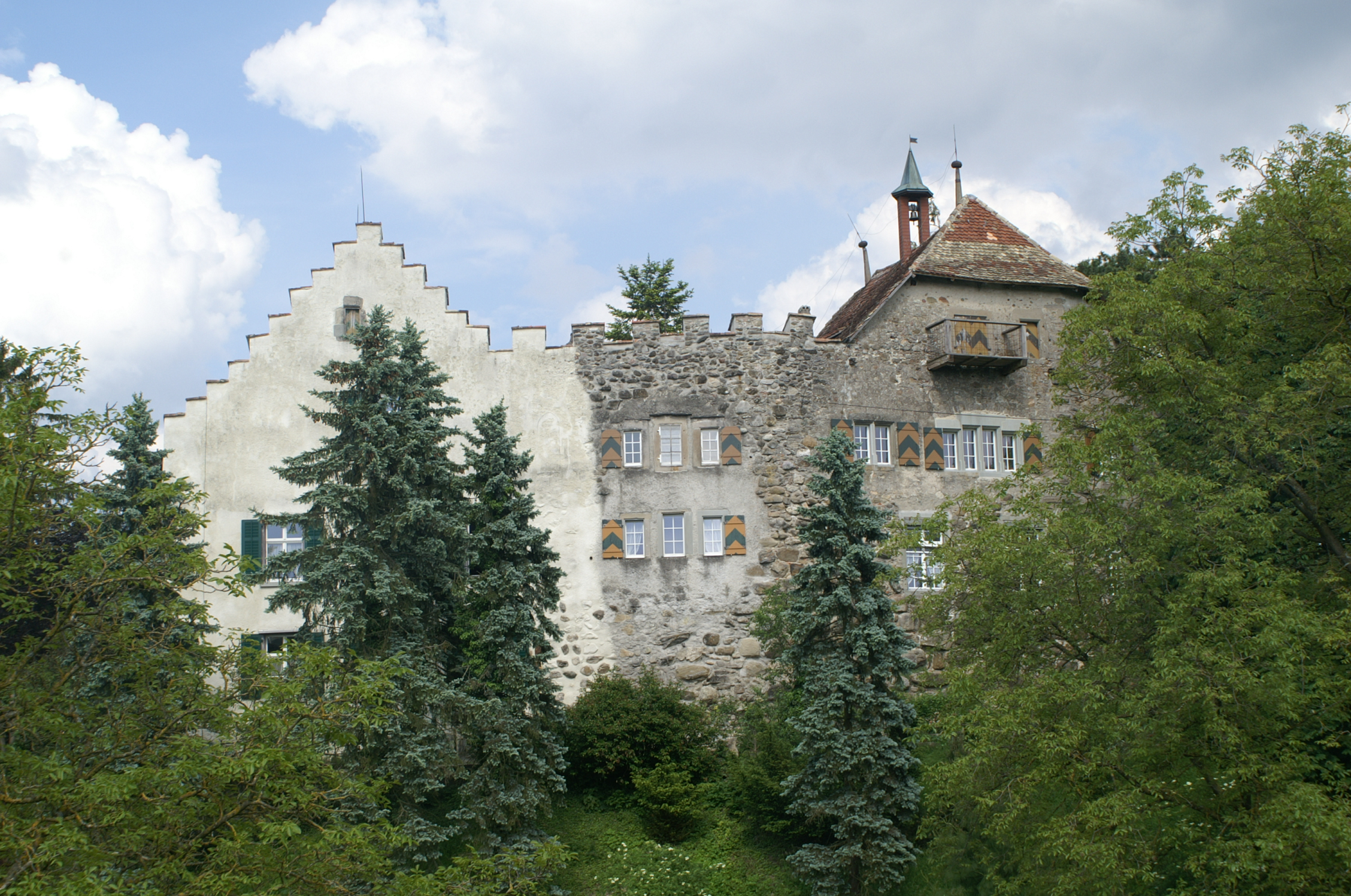
Schloss Wellenberg